# 塞尔克 (上马恩省)
塞尔克（法語：Serqueux，法語發音：[sɛʁkø]）是法国上马恩省的一个市镇，属于朗格勒区。

## 地理
塞尔克（47°59'27"N, 5°44'14"E）面积25.63 平方千米，位于法国大東部大區上马恩省，该省份为法国东北部内陆省份，北起马恩省和默兹省，西接奥布省，西南接科多尔省，东南接上索恩省，东临孚日省。
与塞尔克接壤的市镇（或旧市镇、城区）包括：伊什、蒙莱拉马什、艾格勒蒙、波旁莱班、拉里维耶尔-阿尔农库尔、巴西尼地区帕尔努瓦、默兹河畔勒沙特莱、瑟奈德。

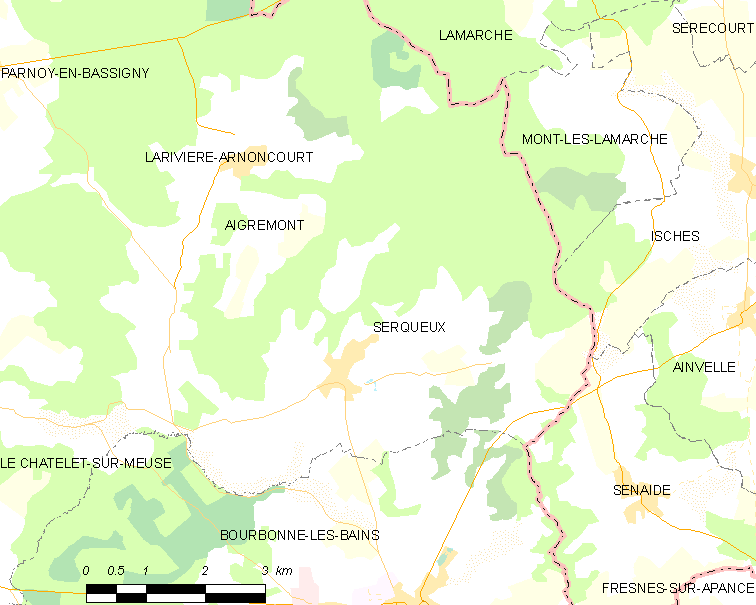
的OSM定位图

塞尔克的时区为UTC+01:00、UTC+02:00（夏令时）。

## 行政
塞尔克的邮政编码为52400，INSEE市镇编码为52470。

## 政治
塞尔克所属的省级选区为波旁莱班县。

## 人口

1962-2008年间人口变化图示

塞尔克于2022年1月1日时的人口数量为367人。